# Emil Rosenstand
Christian Emil Rosenstand (geboren 19. Februar 1859 in Ausumgaard, Königreich Dänemark; gestorben 12. April 1932 in Dresden, Freistaat Sachsen) war ein dänisch-deutscher Genre- und Landschaftsmaler sowie Zeichner und Radierer.

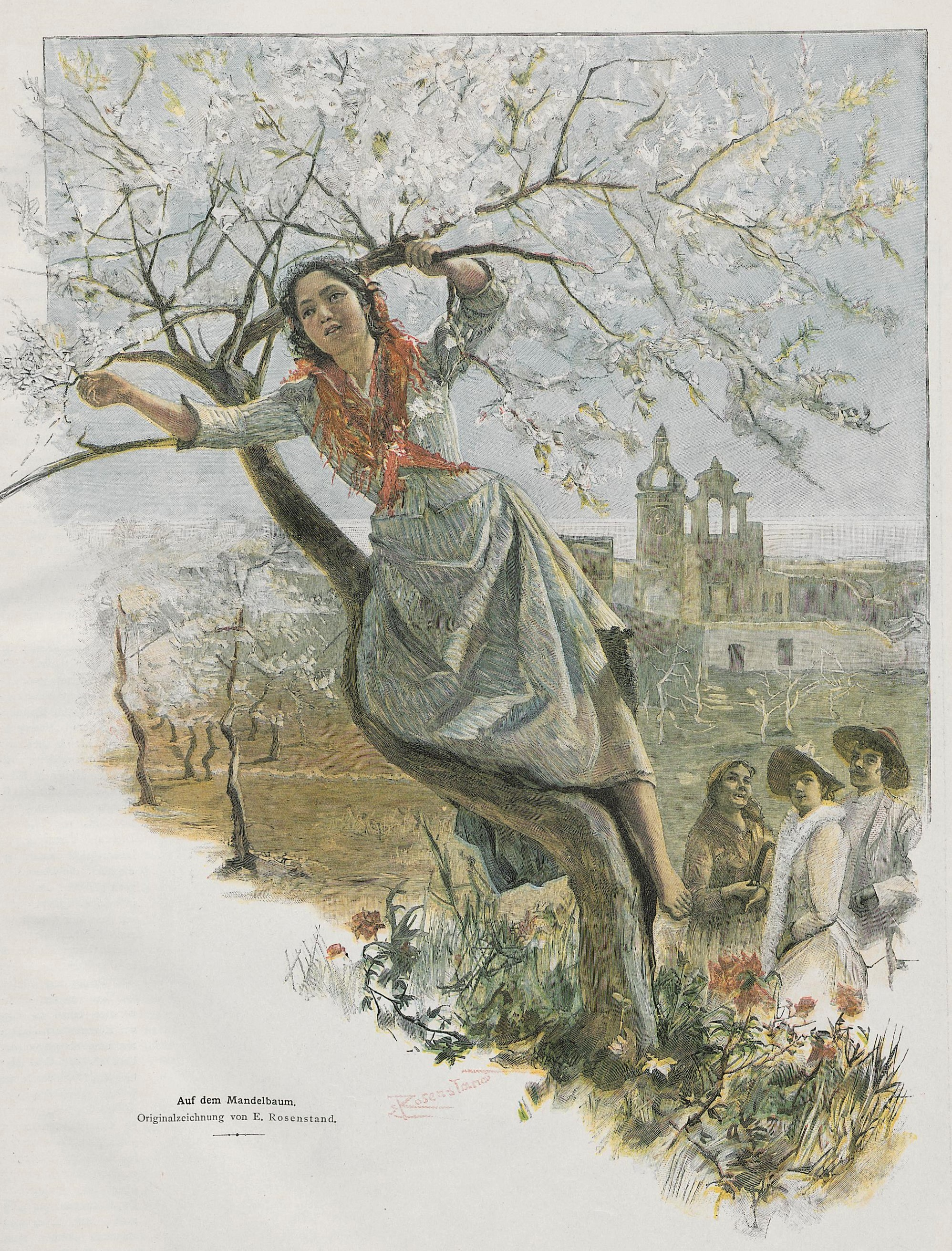
Auf dem Mandelbaum (vor 1895)

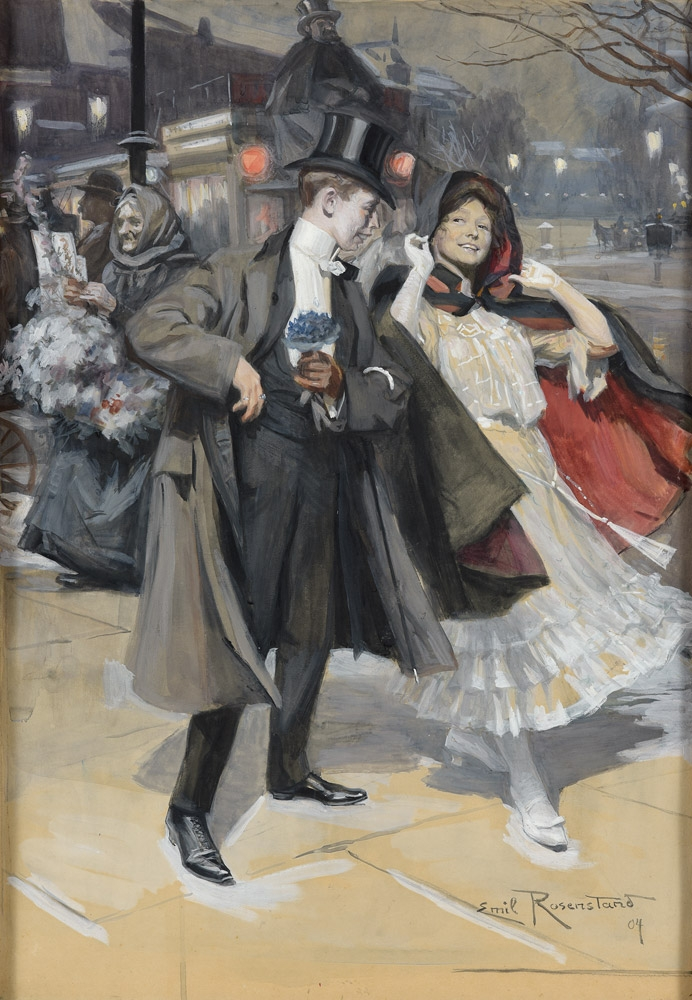
Vor der Oper (1904)

## Leben und Werk
Er war der Sohn von Emil Rosenstand und nahm mit 14 Jahren eine Lehre zum Holzbildhauer auf. Mit 16 Jahren musste er auf eigenen Beinen stehen. Er ging zunächst an die Technische Schule und ab 1875 auf die Kunstakademie in Kopenhagen und kam in jungen Jahren in das neugegründete Deutsche Reich, wo er über 40 Jahre gelebt hat. Im Alter von 24 Jahren stellte er seine ersten Ölgemälde aus, spezialisierte sich später vor allem auf Illustrationen und Aquarelle. Nach längerem Aufenthalt in Berlin siedelte er nach Heidelberg und schließlich nach Baden-Baden über. Deutschland wurde zu seiner zweiten Heimat.
Von 1891 bis 1895 lebte er krankheitsbedingt in Italien. Hier schuf er eine Reihe von Illustrationen und Aquarellen.
Er war zunächst freier Mitarbeiter der Fliegenden Blätter und anderer deutscher Zeitschriften, darunter Daheim und die Leipziger Illustrierte Zeitung. Nach Ende des Ersten Weltkrieges zog er von Baden-Baden in die sächsische Landeshauptstadt Dresden. Hier beteiligte er sich an mehreren Ausstellungen. So war ein Werk Landschaft an der Elbe in der Frühjahrsausstellung 1932 des Sächsischen Kunstvereins zu sehen. Im Museum Aalborg auf Jütland hängt sein Gemälde Junges Mädchen am Spiegel.
Neben Landschaftsbildern waren genrehafte Darstellungen, Gesellschafts- sowie Kaffeehausszenen seine Hauptmotive als Maler. Als Zeichner und Radierer gestaltete er die Illustrationen mehrerer Bücher. Dazu zählen die Publikationen Barbarentöchter von Charlotte Niese und Gesammelte Erzählungen von Ottilie Wildermuth.